# The tripod e.p.
『the tripod e.p.』（ザ・トライポット・イーピー）は、日本の音楽グループであるm-floのメジャーデビューシングル。1999年7月7日に発売された。
オリコンチャートにおけるシングルのタイトル表記では「been so long/flo jack」となっている。
タイトル "tripod"とは「3本の柱（三脚）」の意味で、LISA、VERBAL、☆Takuの3人が団結して曲を作り上げる、という意味が込められている。インディーズ時代にリリースした「been so long」を収録している。

## 解説

### flo jack
1stアルバム『Planet Shining』（2000年）には未収録だったが、ベストアルバム『The Intergalactic Collection ～ギャラコレ～』（2003年）に収録されている。PVが制作された。シングルには『Radio edit』という形でオリジナルより少し短いバージョンも収録。2ndシングル『Mirrorball Satellite 2012』にはこの曲の英語版「theme from flo jack」が収録されている。

### been so long
和製R&Bと日本語ヒップホップが融合された、最も初期の代表曲。
メロウな曲でラブソングだと解釈されることが多いが、実はメンバーの思いや挫折・差別経験でできた曲。
シングルにはオリジナル・バージョンと共に、DJ HASEBEによるリミックスも収録されている。この楽曲に関しても「flo jack」と同様PVが制作された。冒頭でVERBALがLISAの別名のUNIKAをコールしている。バックトラックはグローヴァー・ワシントン・ジュニアの「クリスタルの恋人たち」の影響がある。
m-floの存在をシーンに知らしめた作品で、1stアルバム『Planet Shining』、ベストアルバム『The Intergalactic Collection 〜ギャラコレ〜』、MF10-10th ANNIVERSARY BEST-はもちろん、下記のアイテムにも収録されている。
- How You Like Me Now?-Live Version
- The Replacement Percussionists-Zed Bias Remix
- m-flo tour 2001 "EXPO EXPO"
- m-flo inside -WORKS BEST II-
- m-flo inside -WORKS BEST III-
- m-flo inside -WORKS BEST IV-

また、加藤ミリヤが「for so long」でサンプリングしたり、m-flo TRIBUTE～maison de m-flo～で東方神起のジェジュンとユチョンがカヴァーしたりしている。

### mindstate
ゲストラッパーとしてSPHERE of INFLUENCEを迎えた、3人の掛け合いによるヒップホップナンバー。2007年現在まで本シングルのバージョンは、アルバムには収録されていない。

## 収録曲
1. flo jack
2. been so long
3. mindstate
4. been so long (DJ HASEBE Remix)
5. flo jack (Radio edit)